# William Bateman
Pour les articles homonymes, voir Bateman.
William Bateman (1695 - décembre 1744), de Shobdon Court, Herefordshire est un homme politique britannique whig qui siège à la Chambre des communes entre 1721 et 1734.

## Biographie

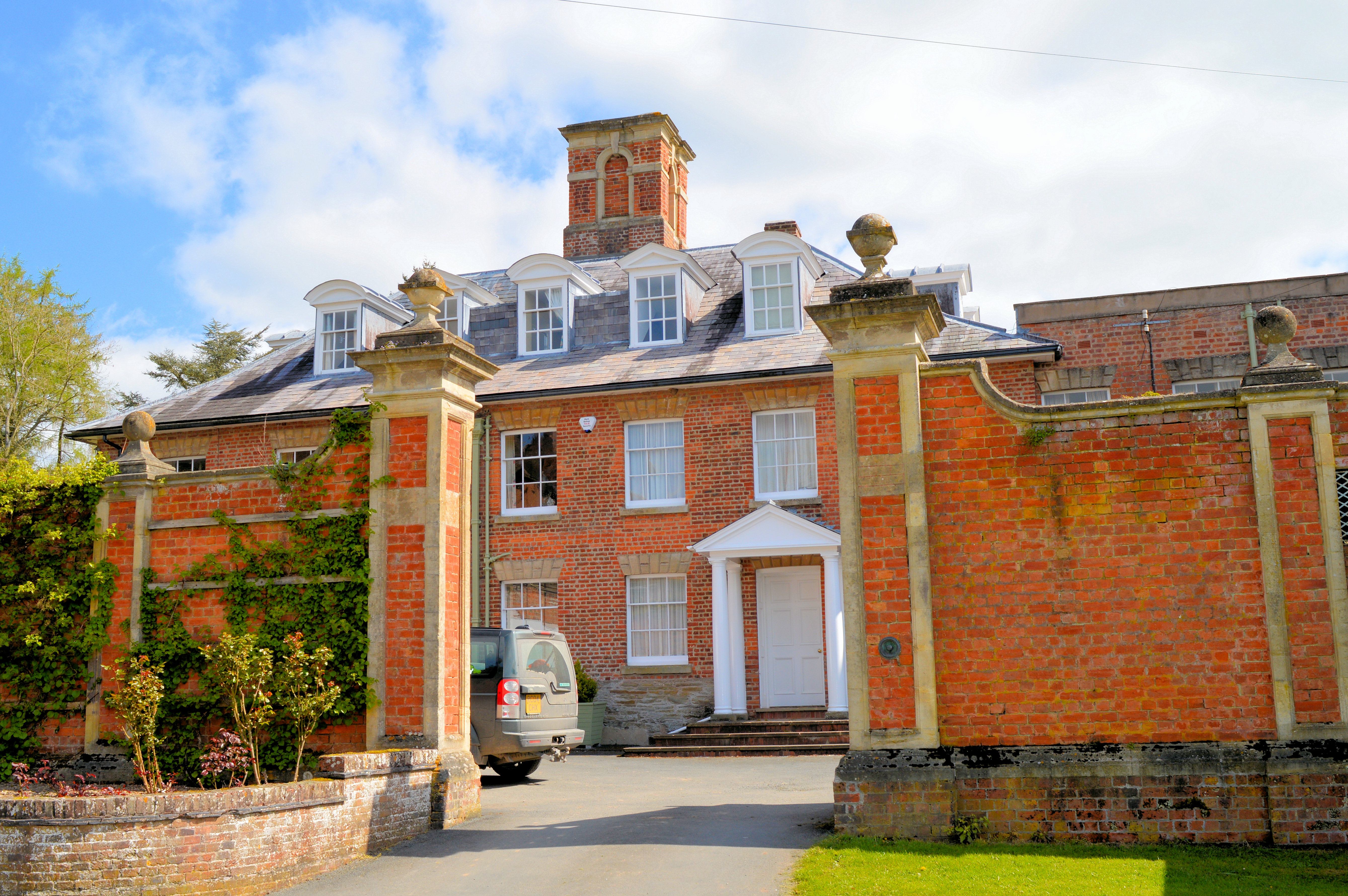
Communs de Shobdon Court

Il est le fils de Sir James Bateman, de Shobdon Court, Shobdon, maire de Londres et gouverneur de la Banque d'Angleterre, de son épouse Esther Searle, fille de John Searle, de Finchley, Middlesex .
Il est élu député de Leominster lors d'une élection partielle en 1721, mais ne se présente pas aux élections générales de 1722 . En 1725, il est élevé à la Pairie d'Irlande comme baron de Culmore, dans le comté de Londonderry, et vicomte Bateman. Aux élections générales de 1727, il est à nouveau élu pour représenter Leominster au Parlement. En 1734, à la place, il est candidat à Radnor, mais est battu et ne se présente plus jamais au Parlement . Il est fait chevalier compagnon de l'Ordre du Bain en 1732 et élu membre de la Royal Society en 1733 .
Lord Bateman épouse en 1720 Lady Anne Spencer, fille de Charles Spencer (3e comte de Sunderland) et Lady Anne Churchill, fille de John Churchill (1er duc de Marlborough). Il meurt à Paris en décembre 1744 et son fils, John Bateman (2e vicomte Bateman), lui succède dans la vicomté. Lady Bateman est décédée en février 1769 .